# Entonnoir
 (octobre 2023).
Si vous disposez d'ouvrages ou d'articles de référence ou si vous connaissez des sites web de qualité traitant du thème abordé ici, merci de compléter l'article en donnant les références utiles à sa vérifiabilité et en les liant à la section « Notes et références ».

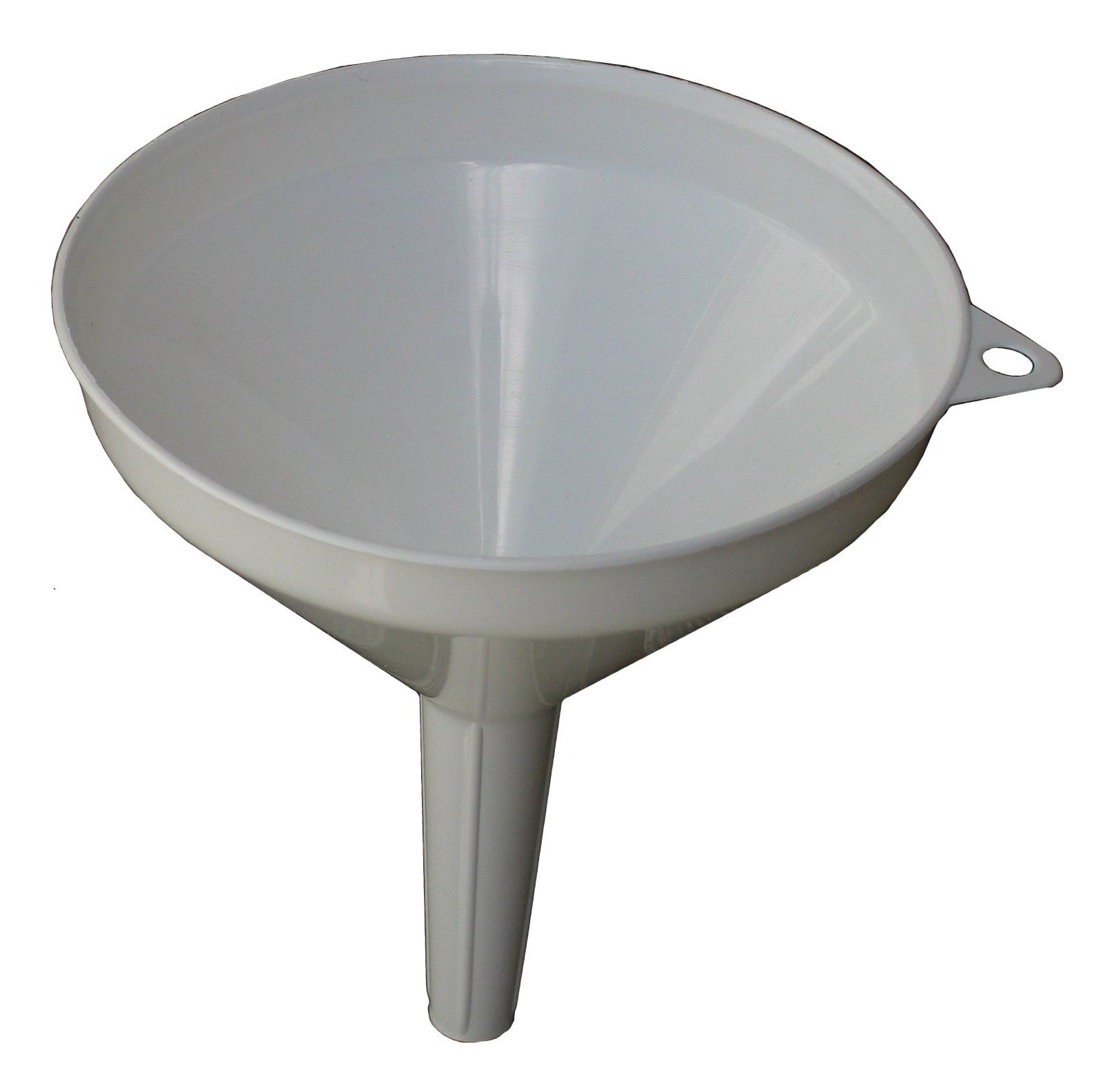
Un entonnoir en plastique.

Un entonnoir est un instrument en forme de cône, terminé par un tube et servant à verser un liquide, une poudre, un granulé ou une pâte dans un récipient de petite ouverture. Les entonnoirs sont faits d'un matériau suffisamment rigide, pour ne pas s'écraser sous le poids de ce que l'on verse, et imperméable. Ils sont généralement en verre, plastique ou métal, mais parfois en papier ciré lorsqu'ils sont destinés à un usage unique. Ils sont utilisés en cuisine, en mécanique automobile et en industrie.

## Types
En plus des entonnoirs de forme commune, on retrouve des formes spécialisées :
- Entonnoir avec filtres : 
  - Entonnoir Büchner
- Tube à entonnoir ou tube de sûreté (droit ou en boucle), un amalgame de pipette et d'entonnoir ;
- Ampoule à brome, un entonnoir en verre constitué d'une ampoule munie d'une tige à robinet, utilisé pour déverser un liquide goutte à goutte ;
- Ampoule à décanter, ou entonnoir décanteur, un élément de verrerie de laboratoire utilisé pour séparer par décantation deux liquides non-miscibles ;
- Entonnoir à poudre avec un large tube terminal qui permet de ne pas le bourrer ;
- Entonnoir de Marsh.

## Construction

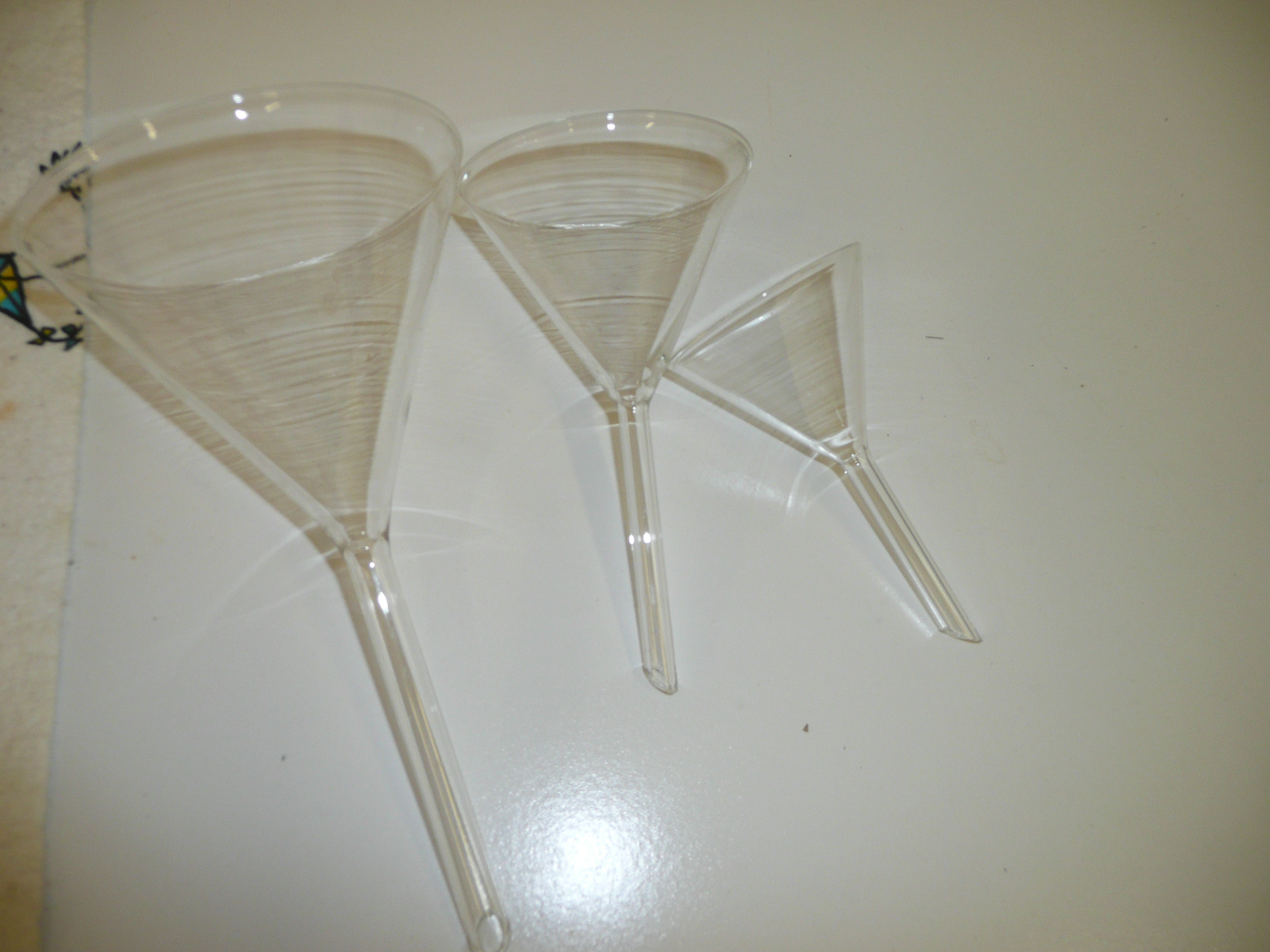
Entonnoirs de chimie en verre.

Le verre est le matériau principal dont sont faits les entonnoirs de laboratoire car il ne réagit pas chimiquement avec les liquides en général. Cependant, les entonnoirs de polyéthylène, non réactif, peuvent être utilisés pour le transfert de solution aqueuse. Pour les usages domestiques et industriels communs, l'acier inoxydable et le plastique sont couramment utilisés. 
Certains entonnoirs sont faits de papier ciré ou de tissu. Les premiers sont en général à usage unique quand le liquide versé ne peut être nettoyé efficacement de l'entonnoir, en particulier pour la vidange d'huile dans une automobile. Ceux en tissu sont utilisés surtout en pâtisserie pour verser un glaçage sur un gâteau. Ils peuvent être aussi en papier ciré ou glacé.

## Culture

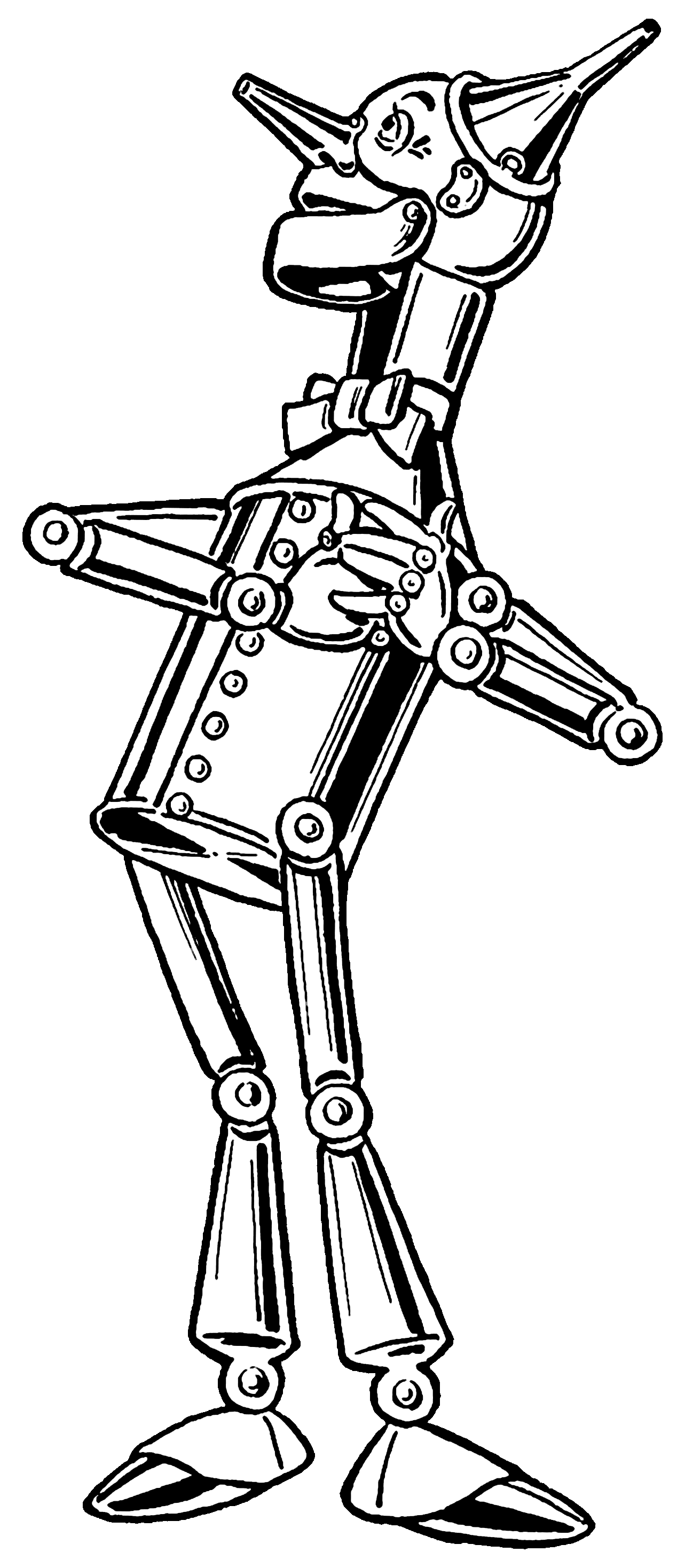
Le bûcheron de fer-blanc du Magicien d'Oz (illustration de 1900).

- Il est d'usage en Occident de représenter les fous avec un entonnoir posé sur la tête à l'envers, dans les films et caricatures, les dessins animés, etc.
- Le personnage du bûcheron en fer blanc dans Le Magicien d'Oz porte un entonnoir sur sa tête.
- Les commerciaux parlent de questionnaire en entonnoir quand ils veulent manipuler leur interlocuteur et l'amener à adopter un point de vue et une conclusion.
- La règle de l'entonnoir[Quoi ?] est un moyen du droit parlementaire français prévu pour éviter les cavaliers législatifs, notamment les cavaliers sociaux.
- On utilise aussi l'entonnoir comme moyen de torture. On le place dans la bouche du supplicié et on verse un liquide directement dans la gorge et l'arrière gorge. L'estomac se dilate alors rapidement causant une atroce souffrance et un début d'asphyxie, les poumons étant compressés par l'estomac dilaté (torture par l'eau).
- L'artiste français Marc-André 2 Figueres a obtenu le 8 septembre 2011 le record du monde Guinness pour la réalisation de l'entonnoir le plus grand du monde[1].

### Vocabulaire apparenté par le sens
- (fr) Infundibuliforme : En forme d'entonnoir.